# Pampusana leonpascoi
Gallicolumba leonpascoi
Espèce
Synonymes
- Gallicolumba leonpascoi Worthy & Wragg, 2003[1] (protonyme)
- Alopecoenas leonpascoi (Worthy & Wragg, 2003)

Gallicolumba leonpascoi ou Pampusana leonpascoi est une espèce éteinte d'oiseaux de la famille des Columbidae, qui vivait sur l'île d'Henderson dans le groupe d'île Pitcairn.

## Découverte
Pampusana leonpascoi est décrite en 2003 sur la base de restes subfossiles trouvés sur l'île Henderson dans les îles Pitcairn dans le sud-est de la Polynésie en 1991. Ces subfossiles ont été trouvés durant l'importante campagne de fouilles multidisciplinaire dénommée Sir Peter Scott Commemorative Expedition sur le site n°5 et d'autres sur le site n°10. 

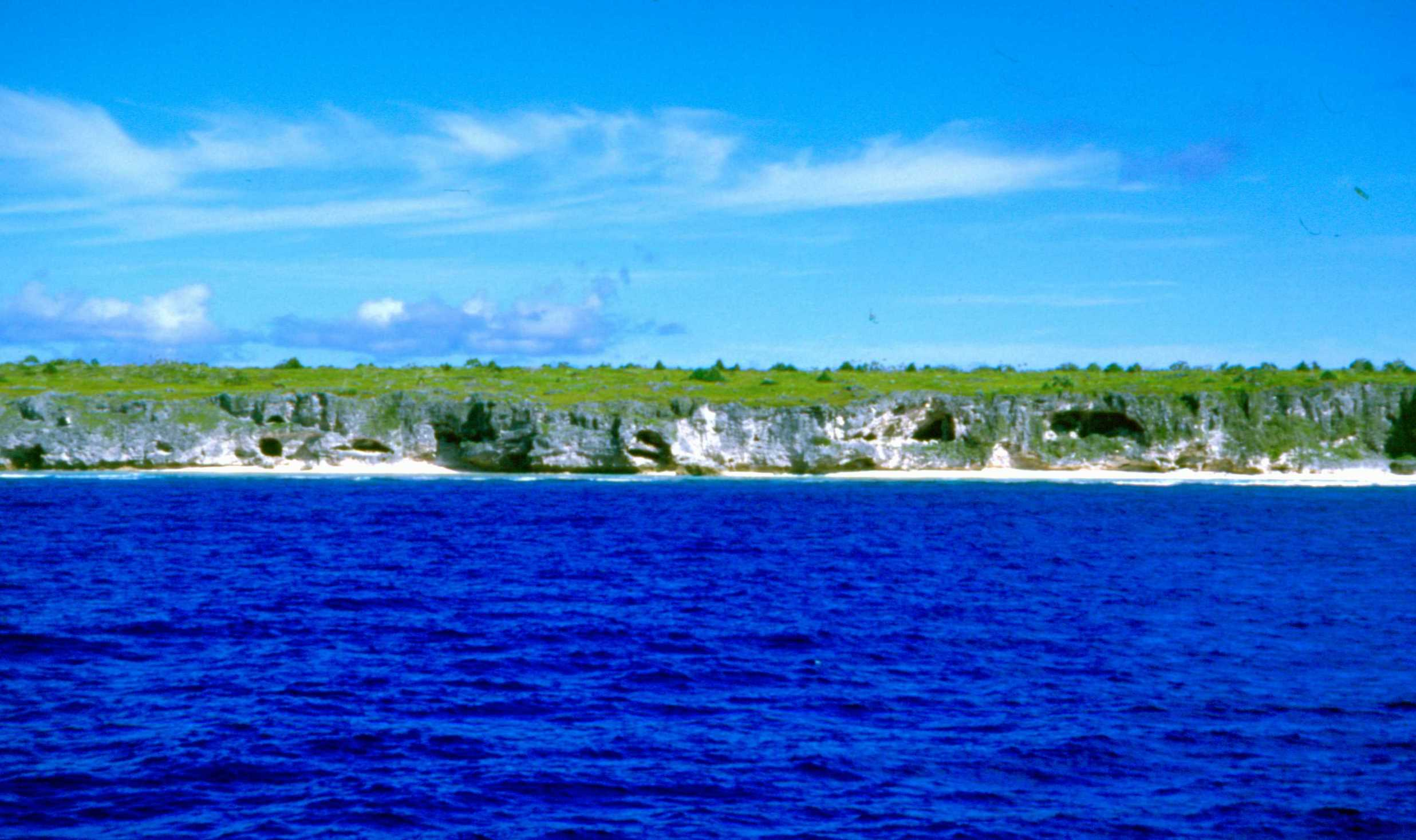
Île Henderson où l'oiseau a été découvert

## Étymologie
Lors de sa description, l'oiseau a reçu comme nom scientifique de l'espèce Gallicolumba leonpascoi. Ce nom a été donné pour honorer Léon Pasco (1959-1987), un alpiniste néo-zélandais décédé dans un accident d'escalade au mont Aspiring en Nouvelle Zélande  en mai 1987 et qui était un ami proche de Graham Wragg qui a décrit l'espèce en 2003. 

## Description
L'oiseau décrit est similaire à la Gallicolombe de Stair dans les proportions, mais était plus grand. Il avait également des ailes plus courtes,,. Son tarsométatarse est plus long que chez toutes les espèces de Gallicolumba à l'exception de G. tristigmata, G. longitarsus et G. nui cependant il en diffère en étant relativement plus robuste. Son fémur est plus large et épais que celui des autres Gallicolombe examinées,. Ces éléments indiquent qu'il était probablement mauvais en vol et peut-être complètement incapable de voler.
La datation au carbone 14 montre que l'un des plus anciens échantillons daterait de plus de 13000 ans avant la datation.

### Holotype
Specimen MNZ S40789, 1L tarsométatarse isolé du site n°5 de l'île d'Henderson. C'est un os adulte de couleur crème pâle avec quelques rayures brunes. Il a été remonté à partir de deux pièces et il manque la trochlée II et une partie de la surface plantaire de TIV, et il est légèrement usé sur le bord médial de la fosse parahypotarsale médiale.

## Taxonomie
La taxonomie de cette espèce est incertaine. Lors de sa description, il a été placé dans le genre Gallicolumba par ses auteurs sous le nom de Gallicolumba leonpascoi. Cependant, des études phylogénétiques sur les oiseaux des espèces existantes encore du genre Gallicolumba montrent que celui-ci n'est pas monophylétique. Les espèces de Gallicolumba présentes sur les petites îles du pacifiques sont plus proches des pigeons australiens tels que Geopelia et forment un ensemble distinct nécessitant de faire renaître le genre Alopecoenas,.   Le pigeon terrestre d'Henderson, bien qu'éteint est morphologiquement probablement apparenté aux autres pigeons terrestres qui se trouvent dans l'Océan Pacifique, ce qui signifie qu'il devrait être placé dans ce genre Alopecoenas. Cependant, certains pensent que le nom de genre Pampusana a la priorité du fait de son antériorité,. C'est ainsi que l'on peut retrouver cette espèce décrite parfois sous les noms de Gallicolumba leonpascoi, (Base GBIF et PaleoBiology), Alopecoenas leonpascoi ou Pampusana leonpascoi.

## Extinction
Le pigeon terrestre d'Henderson s'est probablement éteint après l'arrivée des humains sur l'île vers 1050, probablement à cause de la chasse,.  Deux des trois autres espèces de pigeons apparues sur l'île ont également disparu (Ducula harrisoni et Bountyphaps obsoleta),, tout comme plusieurs autres espèces d'oiseaux.

### Liens internet
- Museum of New Zealand - Pigeon, Gallicolumba leonpascoi (Species)
- The Recently Extinct Plants and Animals Database - Gallicolumba leonpascoi